# 杨柳街道 (达州市)
杨柳街道是中华人民共和国四川省达州市达川区下辖的一个乡镇级行政单位。2019年12月，撤销江阳乡，设立明月江街道和杨柳街道。将原江阳乡两角村和翠屏街道叶家湾社区、骑龙社区、杨柳社区以及三里坪街道千坵塝村、雷音铺村所属行政区域划归杨柳街道管辖。

## 行政区划
杨柳街道下辖以下地区：
两角村、叶家湾社区、骑龙社区、杨柳社区、千坵塝村、雷音铺村。